# Грабовський Павло Арсенович
Павло́ Арсе́нович Грабо́вський  ((30 серпня (11 вересня) 1864 , Пушкарне, Охтирський повіт, Харківська губернія, Російська імперія  — 29 листопада (12 грудня) 1902 , Тобольськ, Тобольська губернія, Російська імперія ) — український поет, лірик, публіцист, перекладач, яскравий представник української інтелігенції, яка в умовах самодержавної Російської імперії вела боротьбу за національну свободу України, тісно пов'язану з рухом за соціальне визволення.
Створив привабливий образ ліричного героя — борця за утвердження справедливого суспільно-політичного ладу. Автор перекладів світової поезії. Батько Бориса Грабовського.

## Життєпис
Народився 30 серпня (11 вересня) 1864 року в сім'ї пономаря Арсенія Андрійовича Грабовського та його дружини Оксани Григорівни в слободі Пушкарній, тепер село Грабовське Краснопільського району Сумської області.

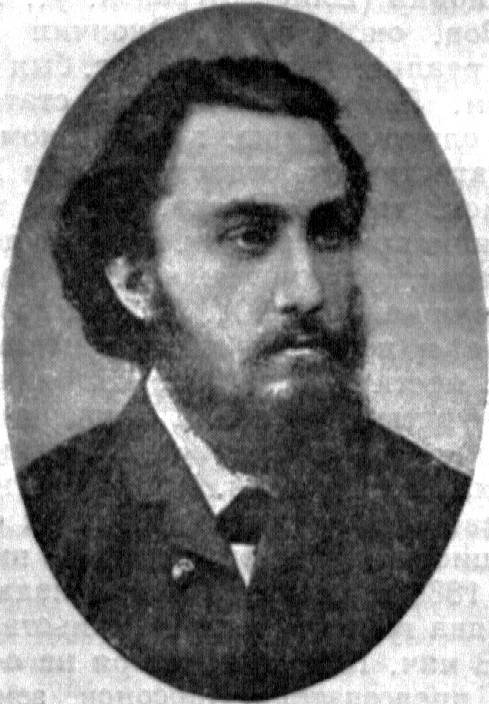
Павло Грабовський, 1888 р.

Вчився в Охтирській бурсі (1874–1879) та Харківській духовній семінарії, де самотужки ґрунтовно знайомився з художньою класикою, таємно виявляв велике зацікавлення політичною літературою, тягнувся до обговорення актуальних суспільних проблем. За зв'язки з харківським гуртком народницької організації «Чорний переділ», поширення забороненої літератури Грабовського 1882-го заарештовано і виключено з семінарії.
Перебуваючи під гласним наглядом поліції, він до квітня 1885 мешкав у Пушкарному, де безрезультатно намагався знайти роботу, а після зняття нагляду переїхав до Харкова, працював коректором газети. Тут поновлює революційну діяльність. Усі ці роки, починаючи із семінарії, Грабовський активно займається самоосвітою, пробує сили в літературній творчості. Одного разу він зізнався: «Я закликаю і буду закликати земляків у тому напрямку до праці на ґрунті українському, коло народу українського, в мові українській».

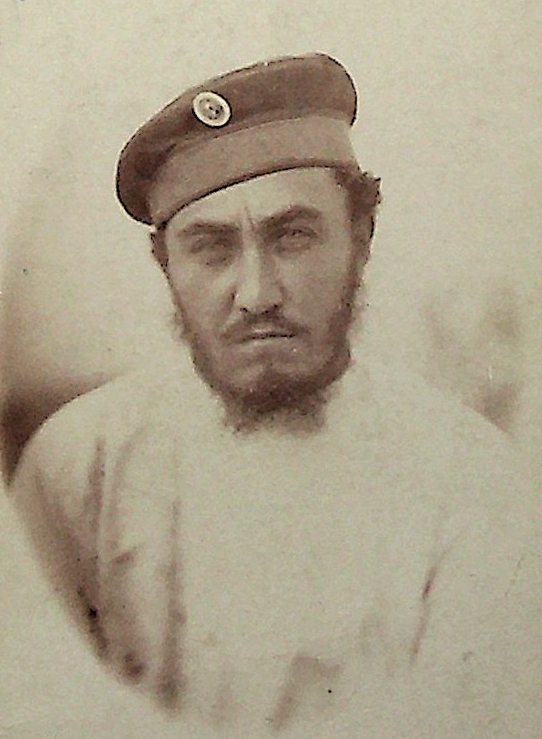
Павло Грабовський на службі

У листопаді 1885 Грабовського беруть на військову службу. Місце дислокації піхотного полку (м. Валки поблизу Харкова) давало йому змогу не втрачати зв'язків із підпільною народницькою організацією. Проте невдовзі як покарання за виступ проти армійського начальства його чекало переведення до Туркестанського військового округу. Саме тоді жандармерії вдалося розкрити його участь у розповсюдженні відозв народників; в Оренбурзі Грабовського заарештовують, повертають до Харкова й ув'язнюють. На початку 1888 він був засуджений на п'ятирічне заслання до Сибіру.

### Період заслання

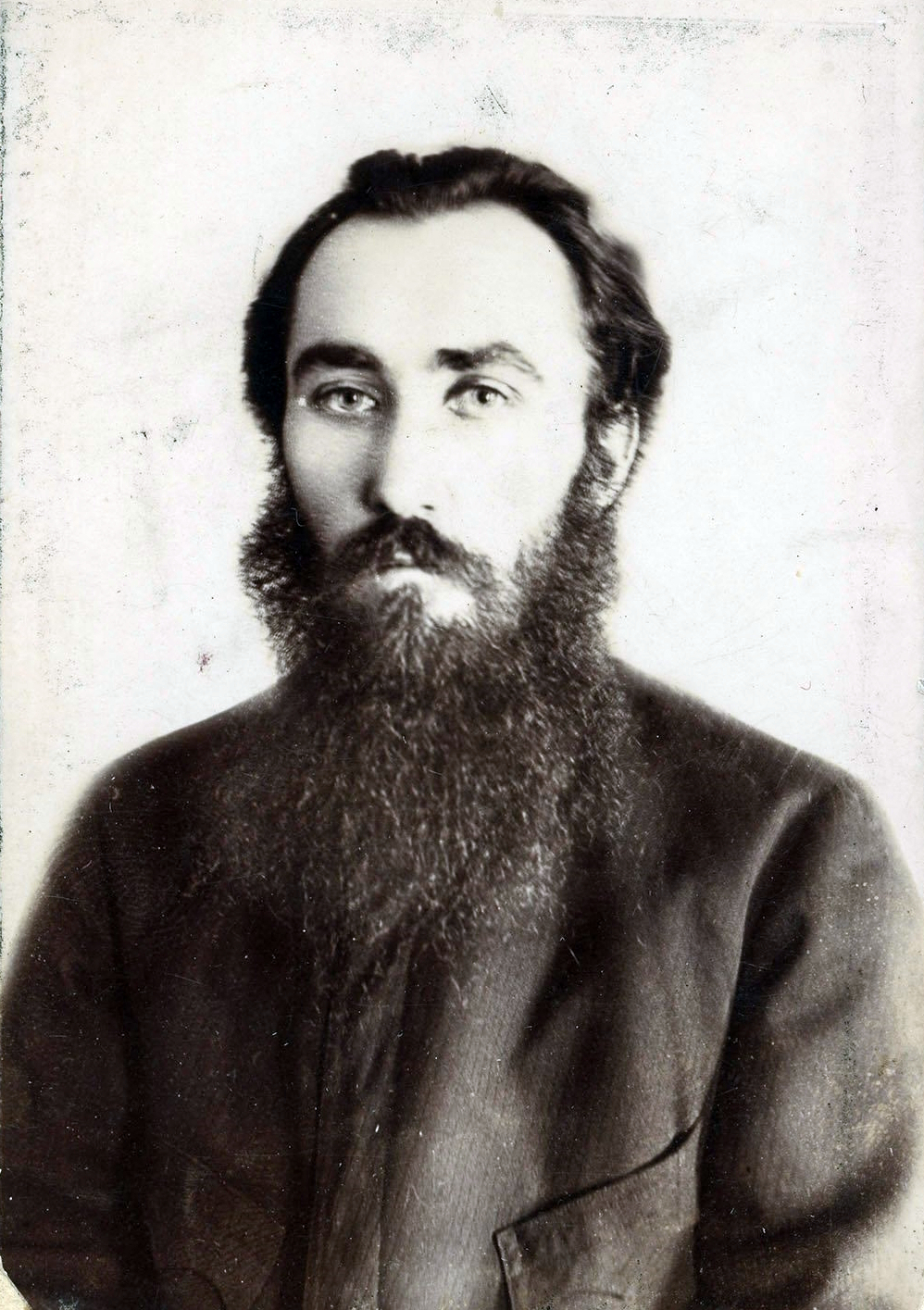
Павло Грабовський, 1897 р.

Під час перебування у в'язниці Грабовський написав ряд поезій, окремі з яких у зміненому й переробленому вигляді увійшли пізніше до першої збірки. Тут була також створена поема «Текінка». У цей час молодий поет пише вірші російською мовою «Друзьям» (поширювався у списках серед політичних засланців), «Из путевых заметок», поему «По Сибири. Из живых впечатлений» (1888, не закінчена).

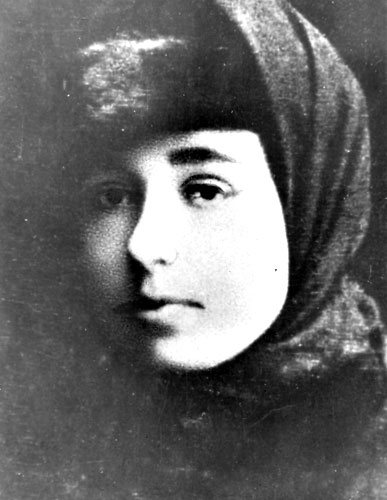
Надія Сигида

У дорозі до місця заслання Грабовський знайомиться і здружується з членом народовольської організації Надією Сигидою. Бути разом їм довелось недовго: Сигиду відправили до жіночої в'язниці на Кару (де вона загинула восени 1889), Грабовського — на поселення в Балаганський округ Іркутської губернії. Поет назавжди зберіг у пам'яті образ цієї прекрасної жінки, мужньої революціонерки, вірного товариша, присвятивши їй ряд віршів.
На місці відбування покарання у зв'язку з репресіями самодержавства проти політичних засланців Грабовський та його товариші пишуть відомий протест «Русскому правительству». Ця акція стала причиною ще одного — третього — арешту. Із серпня 1889 по березень 1892 поет перебуває в Іркутській губернській в'язниці і після двох судових процесів термін заслання Грабовського збільшився (з подальшим поліцейським наглядом). Час перебування в іркутській в'язниці був переломним для літературної творчості Грабовського. Діставши від знайомих деякі відомості про літературне життя в Галичині, він зав'язує листування з І. Франком, надсилає вірші у галицькі часописи (перші його твори з'явились друком у «Зорі» за 1890).
Водночас поет розпочинає велику перекладацьку роботу (переклад першої глави «Євгенія Онєгіна» О. Пушкіна, фрагментів «Фауста» Гете, віршів народовольця П. Якубовича та ін.). На цей період припадає написання поеми «Бурятка» (1891). Разом із товаришами Грабовський був засуджений на поселення у найглухіших місцях Східного Сибіру. Із кінця 1893 до кінця 1896 поетові довелося проживати у Вілюйську та населених пунктах Вілюйського округу. На засланні Грабовський, використовуючи спогади тутешніх очевидців, написав нарис-життєпис про Миколу Чернишевського («Житє і слово», 1895). Із Вілюйська Грабовський надсилав у Галичину оригінальні й перекладні віршові твори, статті й нариси. Це дало можливість підготувати і видати у Львові збірки П. Грабовського «Пролісок» (1894), «Твори Івана Сурика» (1894, переклади), «З чужого поля» (1895, переклади світової поезії), «З півночі» (1896, оригінальні поезії та переклади). Цікавим явищем є спроба Грабовського популяризувати серед росіян найкращих поетичних творів українських поетів XIX ст. переклавши російською мовою окремих українських поетів для збірника «Пісні України» (рос. Песни Украины) який однак за життя поета чи посмертно так не був надрукований.
Оригінальні поетичні твори Грабовського є його найвагомішим внеском в українську літературу. Проте ними не обмежувалась діяльна участь поета в літературному процесі 1890-х. У галицьких виданнях друковано його нариси, статті, замітки, поетичні переклади. Статті Грабовського торкаються різноманітних проблем тогочасного громадського і культурного життя в Україні, Сибіру та Галичині («Лист до молоді української», «Коротенькі вістки з Сибірі», «Дещо в справі жіночих типів», «Дещо до свідомості громадської», «Дещо про освіту на Україні», «Економічна безвикрутність благословенної Полтавщини» тощо).
Трагічне життя подруги поета, спільниці у боротьбі він відобразив у статті «Надія Костева Сигида. Сумна споминка». Чимало виступів Грабовського присвячено актуальним проблемам літератури. Це біографічні нариси про видатних діячів російського літературного й суспільного руху («Микола Гаврилович Чернишевський», «Михайло Ларіонович Михайлов»), спогади про українських письменників («Порфир Кореницький», «Споминки про д-ра В. Александрова»), статті, що містять розгляд творчості Тараса Шевченка й Олександра Пушкіна та міркування про їхнє значення («Т. Шевченко в Нижнім Новгороді», «Московські переклади творів Шевченкових», «Тарас Григорьевич Шевченко», «Памяти Т. Г. Шевченко», «К пушкинскому вечеру в народной аудитории»; останні три надруковано в тобольській газеті «Сибирский листок»).

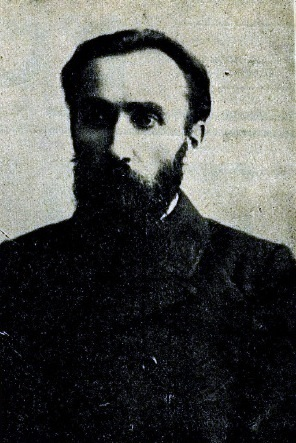
Павло Грабовський, 1902 р.

Наприкінці 1896 Грабовський дістав змогу виїхати в Якутськ — губернське місто, де значно активнішим було життя політичних засланців. Тут остаточно сформовано збірку перекладів «Доля» (вийшла у Львові в 1897), а також збірку оригінальних і перекладних поезій «Кобза», яку надіслано Борисові Грінченку в Україну і видано в Чернігові у 1898. Грінченкові надіслано й рукопис перекладів творів українських поетів російською мовою, але вони не побачили світу. Значну роль в українському літературному процесі відіграла написана на засланні стаття Грабовського «Дещо про творчість поетичну» («Зоря», 1897). У ній Грабовський аргументовано спростовує теорію «мистецтва для мистецтва», обстоює тенденційність мистецтва, його реалізм, ратує за прогресивний світогляд як одну із запорук створення справжньої літератури. Розробку проблематики цієї статті Грабовський своєрідно продовжив у листах до Бориса Грінченка 1897-1902-их.

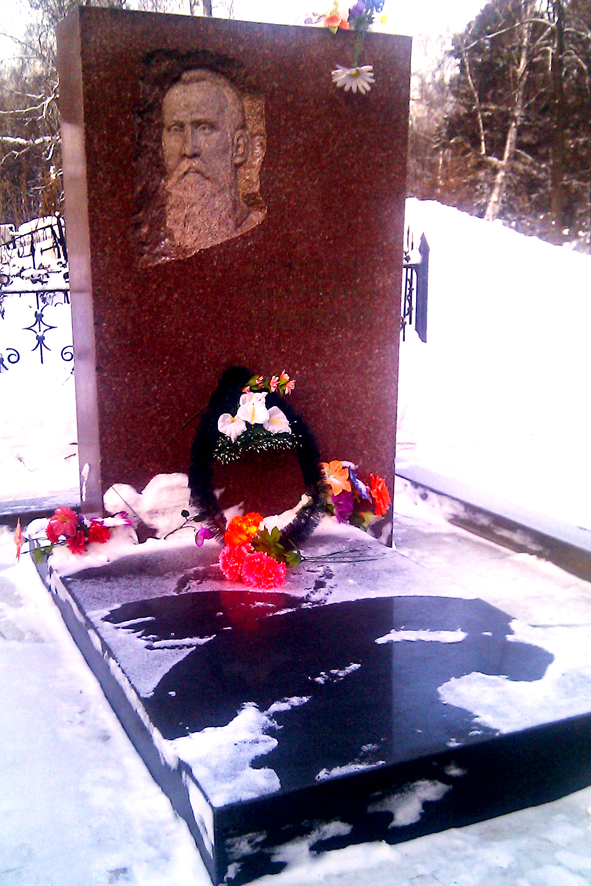
Могила Павла Грабовського у Тобольську

1899-го Грабовський здійснює переїзд із Якутська в Тобольськ, дорогою роблячи нетривалу зупинку в Іркутську. В Тобольськ поет прибув у вересні 1899. Цьому місту судилося бути останнім у його житті. Грабовський мешкав ще в кількох сусідніх населених пунктах, проте йому так і не пощастило повернутися в Україну, як він про це мріяв. Майже весь вільний час поета поглинала малооплачувана і виснажлива робота (коректором у редакції, у ветеринарному управлінні, приватні уроки тощо).
Роки заслання вкрай підірвали його здоров'я, в Тобольську він дуже хворів. Проте й у таких умовах Грабовський не залишає літературної роботи, готується видавати збірку творів, пише нові вірші. На цей період припадає інтенсивне, цінне з історико-літературного погляду листування Грабовського з Борисом Грінченком.
Помер Павло Грабовський 12 грудня 1902 в Тобольську. Похований, згідно із заповітом, на Завальному кладовищі поруч із декабристами.

## Українськомовні переклади
Грабовський опріч власних оригінальних віршів також робив українськомовні переклади чужоземних письменників, деякі з цих перекладів вийшли окремими збірками де вміщено переклади поетичних творів із багатьох літератур світу, зокрема «Твори Івана Сурика» (Львів, 1894)) «З чужого поля» (Львів, 1895), «З Півночі» (розділ «Переклади»; Львів, 1896), «Доля» (Львів, 1897), «Кобза» (Чернігів, 1898), «Хома Баглай» (Чернігів, 1898); крім того у 1899 році Грабовський підготував, але не зміг за життя видати збірку «Хвиля», де також мали вміщатися українськомовні переклади іноземних письменників (збірка «Хвиля» вийшла друком вже посмертно). Однак деякі з українськомовних перекладів Грабовського вийшли не окремими збірками, а розкидані по всяких часописах західної України, як от Зоря, Народ, Правда, Дзвінок, Житє і Слово та Літературно-Науковий Вісник. Свої переклади Грабовський підписував такими псевдонімами як: Панько, Харько, Вець, Павло Журба, Павло Граб тощо.
Українською мовою завдяки праці Грабовського зазвучали твори російських письменників Івана Сурика, Гаврила Державіна, Василя Жуковського, Олександра Пушкіна, Кіндрата Рилєєва, Олександра Полежаєва, Михайла Лермонтова, Федіра Тютчева, Миколи Огарьова, Олексія Толстого, Миколи Курочкіна, Миколи Некрасова, Миколи Добролюбова, Михайла Михайлова, Дмитра Мінаєва, Олексія Плещеєва, Аполлона Майкова тощо; англійських/американських письменників Джорджа Байрона («Шільйонський в'язень», «Замок Альва»), Роберта Бернса (дві поеми: «Хома Баглай» та «Старчача гульня»), Персі Шеллі, Роберта Сауті, Вільяма Вордсворта, Альфреда Теннісона, Генрі Лонгфелло, Елізабет Браунінг, Феліції Гіменс; німецьких/австрійських письменників Йоганна Ґете, Людвіга Уланда, Ґенріха Ґейне, Ніколауса Ленау, Фердінанда Фрейліграта, Ґеорґа Ґервеґа; італійських письменників Джакомо Леопарді, Ада Неґрі; французьких/бельгійських письменників П'єра-Жана Беранже, Віктора Гюго, П'єра Дюпона, Анрі-Огюста Барб'є, Моріса Метерлінка тощо.
Загалом у перекладах Грабовського значне місце займають поети романських та германських літератур (англійська/американська, французька, німецька, італійська) слов'янських літератур (російської, чеської, словацької, болгарської, польської, сербської, хорватської, словенської, лужицької), скандинавських літератур (шведської, норвезької, фінської) та угорської літератур. Поет-перекладач мріяв про видання українською мовою творів угорського поета Шандора Петефі та італійської поетеси Ади Негрі. Одним із перших в Україні звернувся Грабовський до грузинської (Ілля Чавчавадзе, Бараташвілі, Церетелі), вірменської (Ісаакян, Ованес Туманян), естонської (Лідія Койдула, Фрідріх Крейцвальд) поезії.
Переклади Грабовського (сам автор часто називав їх «переспівами») мають різний рівень відповідності оригіналам. Неусталеність перекладацьких принципів і брак першоджерел, спричинені злигоднями заслання, позначилися на створеній Грабовським «антології світової поезії», але не применшують її значення, особливо для свого часу. Своєрідністю перекладацької діяльності Грабовського є й те, що поет здебільшого щедро наснажував перекладний твір пафосом й ідеями власної творчості.

### Твори
| - Веснянки - Дещо про творчість поетичную - До Б. С. — Го - До НКС - До НКС (2) - До Русі-України - До дітей - До матері | - До орла - До сіячів - До українців - До школи - З півночі - Кобза - Лист до Грінченка | - На далекій півночі - Надія - Пролісок - Трудівниця - Уперед - Швачка - Я не співець чудовної природи |

## Пам'ять

Пам'ятник Павлу Грабовському в місті Валки

Вулиця Грабовського існує у багатьох населених пунктах України.